# Diane Keatonová
Diane Keatonová (nepřechýleně Keaton, rozená Hall; * 5. ledna 1946, Santa Ana, Kalifornie, USA) je americká zpěvačka, herečka, režisérka a filmová a televizní producentka.

## Životopis
Narodila se v roce 1946 v Kalifornii inženýrovi a fotografce. Tam i studovala, věnovala se divadlu a do roku 1967 zpívala také v rockové skupině Roadrunners. O rok později prorazila na Broadwayi, kde získala největší úspěch v rockovém muzikálu Vlasy a v divadelní inscenaci podle komedie Woodyho Allena Zahraj to znovu, Same. Podle tohoto představení byl také později natočen stejnojmenný film s Woody Allenem, ve kterém s ním hrála hlavní roli. Největší úspěch jí ale přinesl film Francise Forda Coppoly Kmotr. Ten se stal do té doby nejvýdělečnějším filmem, získal Oscara a dodnes patří mezi nejuznávanější filmy.
Po tomto úspěchu její sláva velmi rostla. Zahrála si v další komedii Woodyho Allena Spáč, pokračování Kmotra Kmotr II, které bylo stejně jako první díl velmi úspěšné. V roce 1977 získala svou životní roli ve filmu Annie Hallová, za kterého získala Oscara, Zlatý glóbus, cenu BAFTA a další ceny. Během sedmdesátých let natočila další filmy Woodyho Allena jako Láska a smrt nebo Manhattan. V osmdesátých letech sice obdržela nominaci na Oscara za film Rudí, ale celkově to pro ni bylo slabé období.
V roce 1990 se vrátila na scénu ve filmu Kmotr III, který se stal opět kasovním trhákem a byl také nominován na Oscara. V devadesátých letech byla opět úspěšná . Zahrála si ve dvou dílech komedie Hlava rodiny se Stevem Martinem, v dalším filmu Woodyho Allena Tajemná vražda na Manhattanu, ve filmu Marvinův pokoj hrála spolu s Meryl Streepovou a Leonardem DiCapriem a získala za něj další nominaci na Oscara. Komerčně úspěšným byl film Klub odložených žen.
Jejím prvním filmem v novém tisíciletí byl Zavěste, prosím s Meg Ryanovou a Lisou Kudrowovou. V tomto filmu se zároveň ujala režie. Další nominaci na Oscara jí vynesl snímek z roku 2003 Lepší pozdě nežli později, kde si zahrála spolu s Jackem Nicholsonem.

## Filmografie
| Rok  | Film/seriál                               | Role                            | Poznámky |
| ---- | ----------------------------------------- | ------------------------------- | --- |
| 1970 | Milenci a další cizinci                   | Joan Vecchio                    | |
| 1970 | Love, American Style                      | Louise                          | |
| 1970 | Night Gallery                             | zdravotní sestra Frances Nevins | |
| 1971 | The F.B.I.                                | Diane Britt                     | díl:„Death Watch“ |
| 1971 | Men of Crisis: The Harvey Wallinger Story | Renata Wallinger                | |
| 1971 | Mannix                                    | Cindy Conrad                    | díl:„The Color of Murder“ |
| 1972 | Kmotr                                     | Kay Adamsová                    | |
| 1972 | Zahraj to znovu, Same                     | Linda                           | |
| 1973 | Spáč                                      | Luna Schlosser                  | |
| 1974 | Kmotr II                                  | Kay Adamsová                    | |
| 1975 | Láska a smrt                              | Sonja                           | |
| 1976 | I Will, I Will... for Now                 | Katie Bingham                   | |
| 1976 | Harry a Walter jedou do New Yorku         | Lissa Chestnut                  | |
| 1977 | Annie Hallová                             | Annie Hallová                   | Oscar v kategorii Nejlepší herečka cena BAFTA v kategorii Nejlepší herečka v hlavní roli Zlatý glóbus v kategorii Nejlepší herečka v komedii nebo muzikálu                        |
| 1977 | Hledání pana Goodbara                     | Theresa                         | nominace na Zlatý glóbus v kategorii Nejlepší herečka v dramatu |
| 1977 | The Godfather: A Novel for Television     | Kay Adamsová                    | televizní film |
| 1978 | Interiéry                                 | Renata                          | |
| 1979 | Manhattan                                 | Mary                            | nominace na cenu BAFTA Nejlepší herečka v hlavní roli |
| 1981 | The Wizard of Malta                       | vypravěč                        | |
| 1981 | Rudí                                      | Louise Bryant                   | nominace na Oscara v kategorii Nejlepší herečka nominace na cenu BAFTA v kategorii Nejlepší herečka v hlavní roli nominace na Zlatý glóbus v kategorii Nejlepší herečka v dramatu |
| 1982 | Střílejte na měsíc                        | Faith Dunlap                    | nominace na Zlatý glóbus v kategorii Nejlepší herečka v dramatu |
| 1984 | Malá bubenice                             | Charlie                         | |
| 1984 | Paní Soffelová                            | Kate Soffelová                  | nominace na Zlatý glóbus v kategorii Nejlepší herečka v dramatu |
| 1986 | Zločiny srdce                             | Lenny Magrath                   | |
| 1987 | Zlaté časy rádia                          | zpěvačka                        | cameo |
| 1987 | Baby Boom                                 | J.C. Wiatt                      | nominace na Zlatý glóbus v kategorii Nejlepší herečka v komedii nebo muzikálu |
| 1988 | Být dobrou matkou                         | Anna                            | |
| 1989 | The Lemon Sisters                         | Eloise Hamer                    | |
| 1990 | Kmotr 3                                   | Kay Adams Michelson             | |
| 1991 | Hlava rodiny                              | Nina Banksová                   | |
| 1992 | Kandidátka na první dámu                  | Aggie Snow                      | televizní film |
| 1993 | Tajemná vražda na Manhattanu              | Carol Lipton                    | nominace na Zlatý glóbus v kategorii Nejlepší herečka v komedii nebo muzikálu |
| 1993 | Kdopak to mluví 3                         | Daphne (hlas)                   | |
| 1994 | Poslední let                              | Amelia Earhartová               | televizní film na Emmy v kategorii Nejlepší herečka v minisérii nebo filmu nominace na Zlatý glóbus v kategorii Nejlepší herečka v komedii nebo muzikálu                          |
| 1995 | Hlava rodiny 2 – Tatínek nebo dědeček?    | Nina Banksová                   | |
| 1996 | Klub odložených žen                       | Annie Paradis                   | |
| 1996 | Marvinův pokoj                            | Bessie                          | nominace na Oscara v kategorii Nejlepší herečka |
| 1997 | Jediné vzrušení                           | Carol Fitzsimmons               | |
| 1997 | Polární záře                              | Roberta Blumstein               | televizní film |
| 1999 | Jiná láska                                | Elizabeth Tate                  | |
| 2000 | Zavěste, prosím                           | Georgia Mozell                  | rovněž režisérka |
| 2001 | Taková rodinná romance                    | Ellie                           | |
| 2001 | Sestra Mary to všechno vysvětlí           | sestra Mary                     | televizní film |
| 2001 | Plán B                                    | Fran Varecchio                  | |
| 2002 | Crossed Over                              | Beverly Lowry                   | televizní film |
| 2003 | Na tenkém ledě                            | Patsy McCartle                  | televizní film |
| 2003 | Lepší pozdě nežli později                 | Erica Barry                     | Zlatý glóbus v kategorii Nejlepší herečka v komedii nebo muzikálu nominace na Oscara v kategorii Nejlepší herečka                                                                 |
| 2005 | Základ rodiny                             | Sybil Stone                     | |
| 2006 | Dorothy                                   | Natalie Swerdlow                | televizní film |
| 2007 | Vdáš se, a basta!                         | Daphne                          | nominace na Zlatou malinu v kategorii Nejhorší herečka |
| 2007 | Maminčin mazánek                          | Jan Mannus                      | |
| 2008 | Život je stres                            | Marilyn Cooperová               | |
| 2008 | Ženy v balíku                             | Bridget Cardigan                | |
| 2010 | Hezké vstávání                            | Colleen Pecková                 | |
| 2011 | Tilda                                     | Tilda Watski                    | neprodaný pilot |
| 2012 | Drahoušek k zakousnutí                    | Beth                            | |
| 2013 | Velká svatba                              | Ellie Griffin                   | |
| 2014 | Lepší teď než nikdy                       | Leah                            | |
| 2014 | Vzpomínky na Manhattan                    | Ruth Carver                     | |
| 2015 | Trable o Vánocích                         | Charlotte Cooper                | |
| 2016 | Hledá se Dory                             | Jenny (hlas)                    | |
| 2016 | Mladý papež                               | Sestra Mary                     | 10 dílů |
| 2017 | Hampstead                                 | Emily Walters                   | |
| 2018 | Dámský klub                               | Diane                           | |
| 2019 | Poms                                      | Martha                          | |
| 2019 | Green Eggs and Ham                        | Michellee (hlas)                | |
| —    | Love, Weddings & Other Disasters          | —                               | |